# Pierre de Chambly
Pierre de Chambly (eerste helft veertiende eeuw) was proost van Sint-Donaas in Brugge en kanselier van Vlaanderen.
Pierre de Chambly behoorde tot een adellijke Franse familie.
In 1335 permuteerde hij met Henri de Culant en nam hij zijn ambt in Brugge over.